# Christopher Cazenove
Pour les articles homonymes, voir Cazenove.
Christopher Cazenove est un acteur britannique, né le 17 décembre 1943 à Winchester (Royaume-Uni) et mort le 7 avril 2010 à Londres (Royaume-Uni).

## Carrière
Il débuta au cinéma en servant de Charlton Heston dans une adaptation de Shakespeare et l'acheva en interprétant Aristote, le précepteur d'Alexandre le Grand. Entre les deux, des films signés Alan Bridges, Richard Lester, Richard Marquand, Krzysztof Zanussi, James Ivory (Chaleur et poussière écrit par Ruth Prawer Jhabvala, un classique), Ismail Merchant, avec pour partenaires privilégiées Greta Scacchi et Sylvia Kristel. Des seconds rôles souvent, comme dans la suite de Trois Hommes et un bébé, Tels pères, telle fille ou encore Chevalier de Brian Helgeland, où il joue le père de Heath Ledger.
La carrière de Christopher Cazenove à la télévision débute en 1970 et s'achève en 2009 avec un épisode de Hôtel Babylon. Très actif sur le petit écran, il apparaît dans les séries Omnibus, Lou Grant, Les Contes de la crypte (pour un épisode dirigé par Brian Helgeland), Nash Bridges, Charmed, Inspecteurs associés entre autres. Il joue un personnage régulier dans les feuilletons The Regiment (1972-1973) et The Duchess of Duke Street (1976-1977).
Dans les années 1980, il participe à Nuits secrètes II et enchaîne en interprétant le frère dangereux de John Forsythe dans le soap Dynastie en 1986 et 1987. Il joue dans des adaptations d'Alexandre Dumas (avec Gérard Depardieu en Mazarin et lui-même en Athos), W. Somerset Maugham, Agatha Christie, Barbara Cartland (pour Le Cavalier masqué de John Hough où paraît également Hugh Grant), côtoyant Lee Remick, Carol Lynley, Dyan Cannon, Sam Neill, Jaclyn Smith et Robert Wagner, Sharon Stone dans Tears in the Rain de Don Sharp, Lindsay Wagner, Anthony Hopkins et Stephanie Beacham dans une adaptation de Barbara Taylor Bradford, Georges Corraface, ou encore Tom Berenger, Luke Perry, Burt Reynolds et Rachel Ward dans le western Johnson County War en 2002. Cazenove a aussi interprété des rôles réguliers dans A Fine Romance en 1989 et récurrents dans Judge John Deed de 2001 à 2003.

## Mort
Il meurt d'une septicémie le 7 avril 2010 à 64 ans .

## Filmographie

### Cinéma
- 1970 : Jules César de Stuart Burge d'après William Shakespeare avec Charlton Heston, Jason Robards, John Gielgud : servant d'Antoine
- 1970 : Une fille dans ma soupe (There's a Girl in My Soup) de Roy Boulting avec Peter Sellers, Goldie Hawn : Nigel
- 1975 : Le Froussard héroïque (Royal Flash) : Eric Hansen
- 1977 : East of Elephant Rock (en) de Don Boyd avec John Hurt, Jeremy Kemp : Robert Proudfoot
- 1978 : La Petite fille en velours bleu d'Alan Bridges avec Michel Piccoli, Claudia Cardinale, Alexandra Stewart : Baby
- 1979 : L'Ultime Attaque (Zulu Dawn) : Lt. Coghill
- 1981 : L'Arme à l'œil (Eye of the Needle) : David
- 1981 : From a Far Country (it) de Krzysztof Zanussi avec Sam Neill : Tadek
- 1982 : Treasure Island (vidéo) : capitaine Smollett
- 1983 : Chaleur et poussière (Heat and Dust) : Douglas Rivers, l'assistant collecteur
- 1984 : French Lover (Until September) : Philip
- 1985 : Mata Hari : Karl von Bayerling
- 1986 : Angoisse à Dublin (The Fantasist) de Robin Hardy avec Timothy Bottoms : inspecteur McMyler
- 1988 : Masque noir, visage blanc (en) (Blind Justice) de Terence Ryan avec Oliver Reed
- 1989 : Souvenir : William Root
- 1990 : Tels pères, telle fille (3 Men and a Little Lady) : Edward Hargreave
- 1992 : L'Attaque des aigles de fer III (Aces: Iron Eagle III) : Palmer
- 1996 : La Propriétaire (The Proprietor) : Elliott Spencer
- 1998 : Shadow Run (en) de Geoffrey Reeve avec Michael Caine, James Fox : Melchior
- 2000 : Contamination (The Contaminated Man) : président de Clarion
- 2001 : Chevalier (A Knight's Tale) : John Thatcher
- 2001 : Beginner's Luck (en) de James Callis et Nick Cohen avec Julie Delpy, Steven Berkoff : Andrew Fontaine
- 2003 : Lost and Found de Toby Haynes : le costumier (court métrage)
- 2005 : Vernic de David Bunting avec Madeline Frost : Vernic (court métrage)
- 2008 : Bloodline de Rupert Bryan : Peter Draycott (court métrage)
- 2010 : Alexander the Great from Macedonia (Young Alexander the Great) de Jalal Merhi : Aristote

### Télévision
- 1971 : The Rivals of Sherlock Holmes (série télévisée) : Stringer
- 1972 - 1973 : Les éclaireurs du ciel (The Pathfinders) (série télévisée) : lieutenant Doug Phillips
- 1972 - 1973 : The Regiment (en) (série télévisée) : Lt. Richard Gaunt
- 1974 : Angoisses (Thriller) (série télévisée) : Sunny Garrick
- 1974 : Affairs of the Heart (en) (série télévisée) : Lord Lambeth
- 1974 : Jennie: Lady Randolph Churchill (série télévisée) : George Cornwallis-West
- 1976 : East Lynne (série télévisée) : Sir Francis Levinson
- 1976 - 1977 : The Duchess of Duke Street (en) (série télévisée) : Charles Haslemere
- 1980 : La Maison de tous les cauchemars (Hammer House of Terror) (série télévisée) : Tom Martin
- 1981 : Lady Killers (série télévisée) : Ronald True
- 1981 : Lou Grant (série télévisée) : Peter Witter
- 1982 : The Agatha Christie Hour (série télévisée) : Jack Trent
- 1982 : Treasure Island (téléfilm) : capitaine Smollett
- 1982 : The Letter (téléfilm) : officier Withers
- 1985 : Histoires singulières (Hammer House of Mystery and Suspense) (série télévisée) : Frank Daly
- 1985 : Kane and Abel (série télévisée) : Le baron
- 1985 : Nuits secrètes II (Larce II) (téléfilm) : Raleigh
- 1985 : La guerre de Jenny (Jenny's War) (téléfilm) : Capt. Preston
- 1986 - 1987 : Dynastie (série télévisée) : Ben Carrington
- 1988 : Shades of Love: The Man Who Guards the Greenhouse (téléfilm) : Jeff Green
- 1988 : Les passions oubliées (Tears in the Rain) (téléfilm) : Michael Bredon
- 1988 : Windmills of the Gods (téléfilm) : Dr Louis Deforges
- 1989 : A Fine Romance (série télévisée) : Michael Trent
- 1989 : Le Cavalier masqué (The Lady and the Highwayman) (téléfilm) : Rudolph Wyne
- 1992 : Le pouvoir de la haine (To Be the Best) (téléfilm) : Jonathan Ainsley
- 1996 : The Way to Dusty Death (téléfilm) : Paul Vincennes
- 1996 : Troubles (Strangers) (série télévisée) : Rod Denton
- 1996 : Les Contes de la crypte (Tales from the Crypt) (série télévisée) : Larry
- 1996 : Une erreur de jeunesse (Home Song) (téléfilm) : Grandpa Gardner
- 1996 : Dean Man's Island (téléfilm) : Milo
- 1997 : Nash Bridges (série télévisée) : Nigel Poole
- 2001 : Trance (téléfilm) : Jérôme
- 2001 - 2003 : Judge John Deed (série télévisée) : DAC Row Colemore
- 2002 : Johnny County War (téléfilm) : Lord Peter
- 2004 : Charmed (série télévisée) : Thrask
- 2004 : La Femme mousquetaire (La Femme Musketeer) (téléfilm) : Athos
- 2005 : Inspecteurs associés (Dalziel and Pascoe) (série télévisée) : Guy Latimer
- 2007 : Diamond Geezer (en) (série télévisée) : Pennington
- 2009 : Hôtel Babylon (série télévisée) : Damien Rushby

### Album
Il a également participé à la chanson Cinephile, de l'album Volume One paru en 2007 du groupe Cinephile, où il parle durant tout le morceau sur un ton poétique prosaïque.